# Tamino (músico)
Tamino-Amir Moharam Fouad (em árabe: تامينو-أمير محرم فؤاد; romaniz.: Taminu-'Amir Muharam Fuaad; nascido em Mortsel, Antuérpia, Bélgica, em 24 de outubro de 1996), conhecido mononimamente como Tamino (em árabe: تامينو; romaniz.: Taminu), é um cantor, músico e modelo belga-egípcio. Ele é neto do cantor e estrela de cinema egípcio Muharram Fouad.
1. ↑  Salfiti, Jad (27 November 2019). «Tamino: the Arab-Belgian singer bringing two worlds together». TheGuardian.com. Consultado em 31 May 2020. Tamino does, wrapping his ideas in melancholic indie rock and a soaring falsetto. Verifique data em: |acessodata=, |data= (ajuda)
2. ↑  «Alternative Rock Show _ Tamino», whiteoakmusichall, consultado em 7 April 2023 Verifique data em: |acessodata= (ajuda)
3. 1 2  Grand-Pierre, Ken (June 21, 2019). «The 405 Exchange: Tamino connects with his Egyptian roots on Amir». The 405. Cópia arquivada em June 21, 2019. It's this prevailing feeling that makes us grateful for an artist like Tamino – the Belgian/Egyptian musician who's truly doing his own thing. His debut album, Amir, is a brave release in a time of Spotify playlists and background coffee shop albums. Verifique data em: |arquivodata=, |data= (ajuda)
4. ↑  «THE SOUNDS OF MEMORIES: INTERVIEW WITH TAMINO». projectrevolver.org. 11 October 2019 Verifique data em: |data= (ajuda)
5. ↑  «Tamino». IMG Models. Consultado em August 31, 2020 Verifique data em: |acessodata= (ajuda)
6. ↑  Exclusive Interview With Tamino no YouTube